# Кіт Ектон
Кіт Ектон (англ. Keith Acton, нар. 15 квітня 1958, Вайтчерч-Стофвілл) — колишній канадський хокеїст, що грав на позиції центрального нападника. Грав за збірну команду Канади.
Володар Кубка Стенлі. Провів понад тисячу матчів у Національній хокейній лізі. 

## Ігрова кар'єра
Хокейну кар'єру розпочав 1974 року.
1978 року був обраний на драфті НХЛ під 103-м загальним номером командою «Монреаль Канадієнс». 
Протягом професійної клубної ігрової кар'єри, що тривала 18 років, захищав кольори команд «Монреаль Канадієнс», «Міннесота Норт-Старс», «Едмонтон Ойлерс», «Філадельфія Флаєрс», «Вашингтон Кепіталс», «Нью-Йорк Айлендерс», «Нова Шотландія Вояжерс» та «Герші Берс».
Загалом провів 1089 матчів у НХЛ, включаючи 66 ігор плей-оф Кубка Стенлі.
Виступав за збірну Канади, провів 26 ігор в її складі.

## Тренерська робота
Працював асистентом головного тренера в клубах НХЛ «Філадельфія Флаєрс», «Нью-Йорк Рейнджерс», «Торонто Мейпл-Ліфс», «Едмонтон Ойлерс» (другим асистентом був Крейг Ремзі) та «Колумбус Блю-Джекетс».

## Нагороди та досягнення
- Володар Кубка Стенлі в складі «Едмонтон Ойлерс» — 1988.

## Статистика

### Клубні виступи
| Сезон        | Клуб                     | Ліга         | Регулярний сезон | Регулярний сезон | Регулярний сезон | Регулярний сезон | Регулярний сезон | Плей-оф | Плей-оф | Плей-оф | Плей-оф | Плей-оф |
| Сезон        | Клуб                     | Ліга         | І                | Г                | П                | О                | ШХ               | І       | Г       | П       | О       | ШХ      |
| ------------ | ------------------------ | ------------ | ---------------- | ---------------- | ---------------- | ---------------- | ---------------- | ------- | ------- | ------- | ------- | ------- |
| 1974–75      | «Вексфорд Рейдерс»       | ОПЮХЛ        | 43               | 23               | 29               | 52               | 46               | —       | —       | —       | —       | —       |
| 1975–76      | «Пітерборо Пітс»         | ОХЛ          | 35               | 9                | 17               | 26               | 30               | —       | —       | —       | —       | —       |
| 1976–77      | «Пітерборо Пітс»         | ОХЛ          | 65               | 52               | 69               | 121              | 93               | 4       | 1       | 4       | 5       | 6       |
| 1977–78      | «Пітерборо Пітс»         | ОХЛ          | 68               | 42               | 86               | 128              | 52               | 21      | 10      | 8       | 18      | 16      |
| 1977–78      | «Пітерборо Пітс»         | МК           | —                | —                | —                | —                | —                | 3       | 0       | 1       | 1       | 0       |
| 1978–79      | «Нова Шотландія Вояжерс» | АХЛ          | 79               | 15               | 26               | 41               | 22               | 10      | 4       | 2       | 6       | 4       |
| 1979–80      | «Монреаль Канадієнс»     | НХЛ          | 2                | 0                | 1                | 1                | 0                | —       | —       | —       | —       | —       |
| 1979–80      | «Нова Шотландія Вояжерс» | АХЛ          | 75               | 45               | 53               | 98               | 38               | 6       | 1       | 2       | 3       | 8       |
| 1980–81      | «Монреаль Канадієнс»     | НХЛ          | 61               | 15               | 24               | 39               | 74               | 2       | 0       | 0       | 0       | 6       |
| 1981–82      | «Монреаль Канадієнс»     | НХЛ          | 78               | 36               | 52               | 88               | 88               | 5       | 0       | 4       | 4       | 16      |
| 1982–83      | «Монреаль Канадієнс»     | НХЛ          | 78               | 24               | 26               | 50               | 63               | 3       | 0       | 0       | 0       | 0       |
| 1983–84      | «Монреаль Канадієнс»     | НХЛ          | 9                | 3                | 7                | 10               | 4                | —       | —       | —       | —       | —       |
| 1983–84      | «Міннесота Норт-Старс»   | НХЛ          | 62               | 17               | 38               | 55               | 60               | 15      | 4       | 7       | 11      | 12      |
| 1984–85      | «Міннесота Норт-Старс»   | НХЛ          | 78               | 20               | 38               | 58               | 90               | 9       | 4       | 4       | 8       | 6       |
| 1985–86      | «Міннесота Норт-Старс»   | НХЛ          | 79               | 26               | 32               | 58               | 100              | 5       | 0       | 3       | 3       | 6       |
| 1986–87      | «Міннесота Норт-Старс»   | НХЛ          | 78               | 16               | 29               | 45               | 56               | —       | —       | —       | —       | —       |
| 1987–88      | «Міннесота Норт-Старс»   | НХЛ          | 46               | 8                | 11               | 19               | 74               | —       | —       | —       | —       | —       |
| 1987–88      | «Едмонтон Ойлерс»        | НХЛ          | 26               | 3                | 6                | 9                | 21               | 7       | 2       | 0       | 2       | 16      |
| 1988–89      | «Едмонтон Ойлерс»        | НХЛ          | 46               | 11               | 15               | 26               | 47               | —       | —       | —       | —       | —       |
| 1988–89      | «Філадельфія Флаєрс»     | НХЛ          | 25               | 3                | 10               | 13               | 64               | 16      | 2       | 3       | 5       | 18      |
| 1989–90      | «Філадельфія Флаєрс»     | НХЛ          | 69               | 13               | 14               | 27               | 80               | —       | —       | —       | —       | —       |
| 1990–91      | «Філадельфія Флаєрс»     | НХЛ          | 76               | 14               | 23               | 37               | 131              | —       | —       | —       | —       | —       |
| 1991–92      | «Філадельфія Флаєрс»     | НХЛ          | 50               | 7                | 10               | 17               | 98               | —       | —       | —       | —       | —       |
| 1992–93      | «Філадельфія Флаєрс»     | НХЛ          | 83               | 8                | 15               | 23               | 51               | —       | —       | —       | —       | —       |
| 1993–94      | «Вашингтон Кепіталс»     | НХЛ          | 6                | 0                | 0                | 0                | 21               | —       | —       | —       | —       | —       |
| 1993–94      | «Нью-Йорк Айлендерс»     | НХЛ          | 71               | 2                | 7                | 9                | 50               | 4       | 0       | 0       | 0       | 8       |
| 1994–95      | «Герші Берс»             | АХЛ          | 12               | 5                | 7                | 12               | 58               | —       | —       | —       | —       | —       |
| Усього в НХЛ | Усього в НХЛ             | Усього в НХЛ | 1023             | 226              | 358              | 584              | 1172             | 66      | 12      | 21      | 33      | 88      |
| Усього в ОХЛ | Усього в ОХЛ             | Усього в ОХЛ | 168              | 103              | 172              | 275              | 175              | 25      | 11      | 12      | 23      | 22      |
| Усього в АХЛ | Усього в АХЛ             | Усього в АХЛ | 166              | 65               | 86               | 151              | 118              | 16      | 5       | 4       | 9       | 12      |

### Збірна
| Рік                | Команда            | Турнір             |    | І | Г | П | О | ШХ |
| ------------------ | ------------------ | ------------------ | -- | - | - | - | - | -- |
| 1986               | Канада             | ЧС                 | 10 | 3 | 0 | 3 | 2 |    |
| 1990               | Канада             | ЧС                 | 10 | 2 | 0 | 2 | 0 |    |
| 1992               | Канада             | ЧС                 | 6  | 1 | 0 | 1 | 2 |    |
| Національна збірна | Національна збірна | Національна збірна | 26 | 6 | 0 | 6 | 4 |    |